# Holarctias
Holarctias là một chi bướm đêm thuộc họ Geometridae.

## Các loài
- Holarctias gracilior
- Holarctias rufinaria
- Holarctias rufinularia
- Holarctias sentinaria
- Holarctias spuriaria